# لوکو (بازیکن فوتبال)

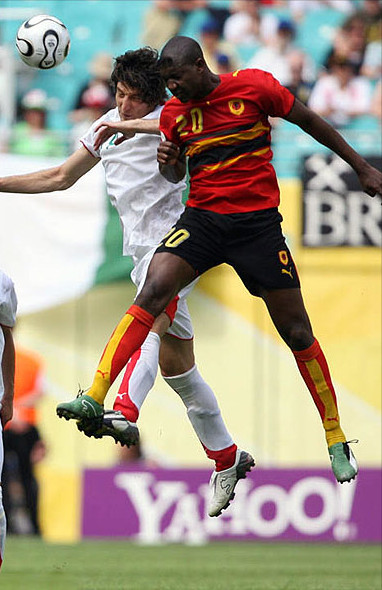
لوکو در مصاف با آندو تیموریان - ۲۰۰۶

لوکو (انگلیسی: Locó؛ زادهٔ ۲۵ دسامبر ۱۹۸۴) یک بازیکن فوتبال اهل آنگولا است.